# Сельское поселение «Тангинское»
Се́льское поселе́ние «Тангинское» — муниципальное образование в Улётовском районе Забайкальского края Российской Федерации.
Административный центр — село Танга.

## История
Статус и границы сельского поселения установлены Законом Читинской области от 19 мая 2004 года «Об установлении границ, наименований вновь образованных муниципальных образований и наделении их статусом сельского, городского поселения в Читинской области».

## Население
| 2010  | 2011  | 2012  | 2013  | 2014  | 2015  | 2016  |
| ----- | ----- | ----- | ----- | ----- | ----- | ----- |
| 1428  | ↘1425 | ↘1416 | ↘1380 | ↘1345 | ↘1315 | ↘1282 |
| 2017  | 2018  | 2019  | 2020  | 2021  |       |       |
| ↘1270 | ↗1275 | ↘1264 | ↘1225 | ↘1020 |       |       |

## Состав сельского поселения
| № | Населённый пункт | Тип населённого пункта       | Население |
| - | ---------------- | ---------------------------- | --------- |
| 1 | Арей             | село                         | ↘144      |
| 2 | Новосалия        | село                         | ↘144      |
| 3 | Танга            | село, административный центр | ↘820      |
| 4 | Шебартуй 2-й     | село                         | ↘114      |